# رهنمودهای نرم‌افزار آزاد دبیان
رهنمودهای نرم‌افزار آزاد دبیان دسته‌ای رهنمود است که پروژهٔ دبیان از آن برای تشخیص این‌که اجازه‌نامه نرم‌افزاری، اجازه‌نامه آزاد هست یا نه، از آن استفاده می‌کند، که در نتیجه از آن برای این هم استفاده می‌شود که ببینند آیا قسمتی از یک نرم‌افزار را می‌توان در دبیان گنجاند یا نه. رهنمودهای نرم‌افزار آزاد دبیان بخشی از قرارداد اجتماعی دبیان است. نویسنده اصلی این سند، بروس پرنز است.

## رهنمودها
1. بازنشر دوبارهٔ آزاد
2. دربرداشتن کد منبع
3. دادن اجازهٔ تغییر و کار مشتق شده
4. یک‌پارچگی کد مؤلف
5. عدم تبعیض در مورد فردی یا گروهی
6. عدم تبعیض در مورد حیطهٔ کاری، مانند استفاده تجاری
7. اجازه‌نامه باید بر تمام کسانی که برنامه با باز نشر به دست آن‌ها رسیده، اعمال شود.
8. اجازه‌نامه نباید فقط مخصوص به دبیان باشد، اساساً تکرار آخرین مورد.
9. اجازه‌نامه نباید به نرم‌افزارهای دیگر سرایت کند.
10. اجازه‌نامه‌های جی‌پی‌ال، بی‌اس‌دی و آرتیستیک نمونه‌هایی از اجازه‌نامه‌هایی هستند که آزاد شمرده می‌شوند.